# خطاف نابضي

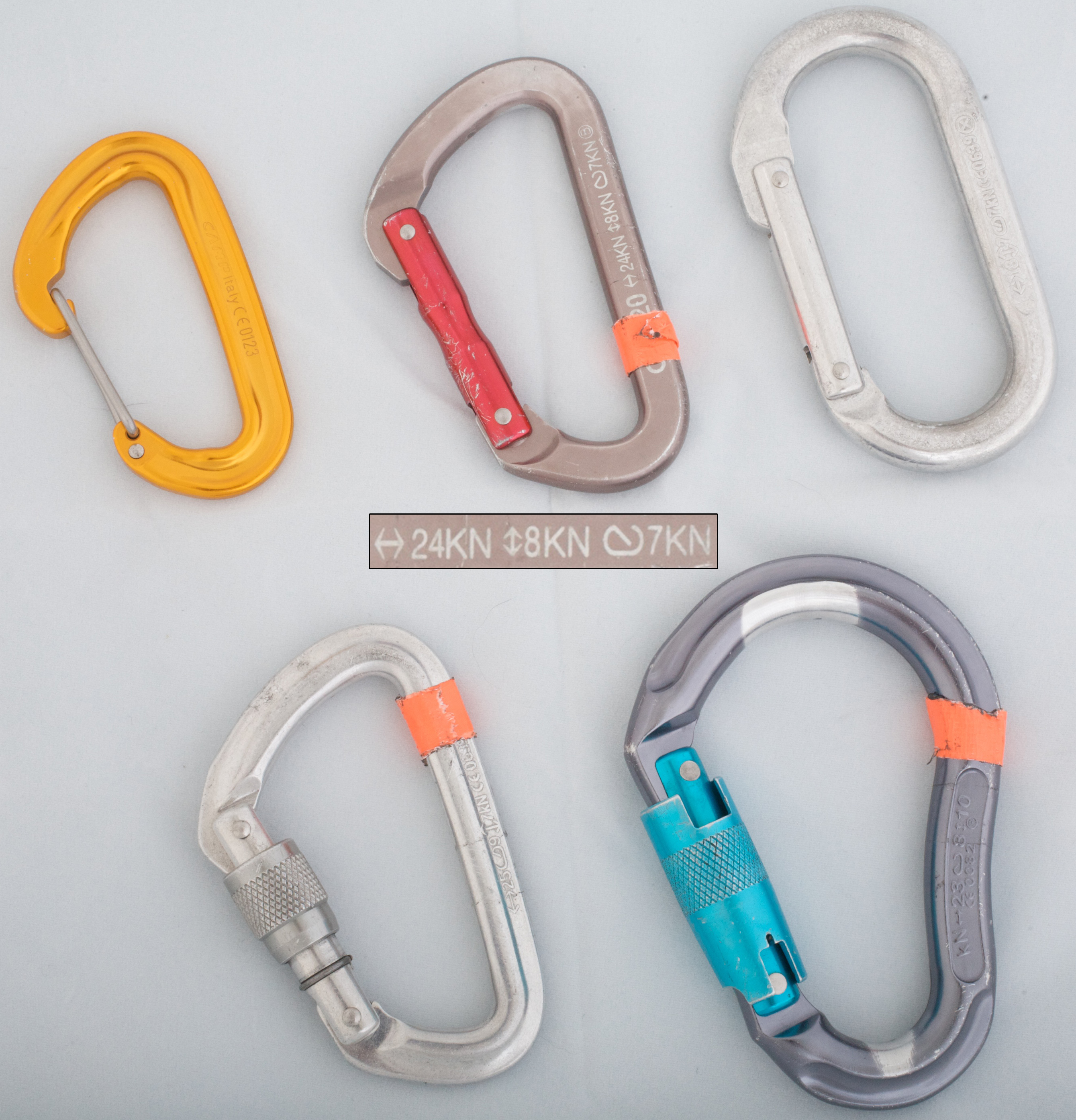
أشكال مختلفة من الخطاطيف النابضية

خُطّاف نابضي، أو كما يسمى عند العامة بحلقة تسلق، هو نوع متخصص من الشُّكُل، وهو حلقة معدنية ذات بوابة محملة بنابض تستخدم لوصل المكونات بسرعة وعكسيًا، وعلى الأخص في أنظمة السلامة الحرجة. للخطاطيف النابضية أنواع متعددة، منها البيضوي والمثلث والكمثري والمستطيل.